# Gerichtsbezirk Weixelburg
Der Gerichtsbezirk Weixelburg (slowenisch: sodni okraj Višnja Gora, bis 1900  Gerichtsbezirk Sittich) war ein dem Bezirksgericht Weixelburg unterstehender Gerichtsbezirk im Kronland Krain. Er umfasste Teile des politischen Bezirks Littai (Litaja) in der Bela krajina (Weißkrain) und wurde 1919 dem Staat Jugoslawien zugeschlagen.

## Geschichte
Der Gerichtsbezirk Sittich entstand infolge eines Ministervortrags vom 6. August 1849, in dem die Grundzüge der Gerichtseinteilung festgelegt wurden. Nachdem im Dezember 1849 die Gebietseinteilung der Gerichtsbezirke sowie die Zuweisung der Gerichtsbezirke zu den neu errichteten Bezirkshauptmannschaften durch die „politische Organisierungs-Commission“ festgelegt worden war, nahmen die Bezirksgerichte der Krain per 1. Juni 1850 ihre Tätigkeit auf. Dem Bezirksgericht Littai wurden durch die Landeseinteilung der Krain im März 1850 die 35 Katastralgemeinden Blečni Verh (Feldsberg), Bukovica (Bukowitz), Češnice (Zheschenze), Dedni Dol (Dedenol), Dob (Dobrawa), Dobrava (Dobrawa), Draga (Draga), Gorenja Vas (Goreinawass), Hudo (Bösendorf), Ilova Gora (Ilowagora), Križna Vas (Kreuzdorf), Leskoves (Leskouz), Luče (Leitsch), Male Dole (Maledole), Metnaj (Metnai), Muljava (Mulau), Podboršt (Podborst), Podbukuje (Podbukuje), Polica (Politz), Prapreče (Prapretsche), Radoha Vas (Rodockendorf), Šentvid (St. Veith), Slivnica (Schleinitz), Stehanja (Stokendorf), Sušica (Schuschitsch), Temenica (Themeniz), Velika Loka (Grosslack), Velike Pece (Velkepetze), Veliki Gaber (Grossgaber), Velke Verhe (Verche), VidemObergurk, Višnja Gora (Weixelburg), Zagorica (Sagoritza), Zatičina (Sittich) und Zobrače (Subratsche) zugewiesen. Zusammen mit dem Gerichtsbezirk Littai (Litaja) bildete der Gerichtsbezirk Sittich ab 1867 den Bezirk Littai. Per 1. Jänner 1901 wurde das Bezirksgericht von Sittich nach Weixelburg verlegt, wodurch sich auch der Name des Gerichtsbezirkes änderte.
Der Gerichtsbezirk wies 1880 eine anwesende Bevölkerung von 12.518 Einwohnern auf, wobei 12.457 Menschen Slowenisch und 55 Menschen Deutsch als Umgangssprache angaben. 1910 wurden für den Gerichtsbezirk 12.324 Personen ausgewiesen, von denen 12.270 Slowenisch (99,6 %) und 20 Deutsch (0,2 %) sprachen.
| Jahr | Fläche (km²) | Ein- wohner | Slowenisch- sprachige | Deutsch- sprachige |
| ---- | ------------ | ----------- | --------------------- | ------------------ |
| 1880 |              | 12.518      | 12.457                | 55                 |
| 1890 |              | 13.127      | 13.100                | 19                 |
| 1900 | 229,62       | 12.812      | 12.759                | 26                 |
| 1910 | 225,84       | 12.324      | 12.270                | 20                 |

Durch die Grenzbestimmungen des am 10. September 1919 abgeschlossenen Vertrages von Saint-Germain wurde der Gerichtsbezirk Littai zur Gänze dem Königreich Jugoslawien zugeschlagen.

## Gerichtssprengel
Der Gerichtssprengel Weixelburg umfasste infolge der Zusammenfassung der Katastralgemeinden zu Gemeinden 1910 die 24 Gemeinden Bukovica (Bukowitz), Češnjice, Dedendol, Dob, Draga, Gorenja Vas (Oberdorf), Križka Vas (Kreuzdorf), Krka (Obergurk), Luče (Leitsch), Leskovec (Leskouz), Muljava (Mulau), Podboršt, Hudo (Pösendorf), Polica (Politz), Prapreče (Prapretsche), Radohova Vas (Rodockendorf), Šent Vid (Sankt Veit), Žalina (Schalna), Stehanja Vas (Stockendorf), Temenica (Temenitz), Veliki Gaber (Großgaber), Velike Pece (Großpeze), Višnja Gora (Weixelburg) und Zagorica (Sagoritza).